# Jambo Bwana
Jambo Bwana è un brano musicale in lingua swahili del gruppo keniota Uyoga (quando ancora il gruppo si chiamava "Them Mushrooms") di genere Hotel pop, molto popolare proprio in Kenya, e scritta dal vocalist Teddy Kalanda Harrison.
I versi introduttivi del brano sono sostanzialmente una raccolta di frasi swahili di uso comune. Oltre all'espressione Jambo, bwana ("salve signore") che dà il titolo al brano, ci sono versi dedicati alle formule di saluto (habari gani? nzuri sana, "come va? molto bene") e nel ritornello una delle frasi swahili più amate dai turisti, hakuna matata ("nessun problema").
A questi versi di carattere evidentemente didattico (i Them Mushrooms si rivolgevano soprattutto a un pubblico di turisti), seguono diverse strofe che elogiano lo swahili, il reggae, l'Africa e la "zuppa di funghi" (un riferimento ai funghi allucinogeni, a cui si deve anche il nome del gruppo, "Them Mushrooms").

## Successo
Jambo Bwana ebbe un grande successo commerciale, vendendo oltre 200 000 copie fra il 1982 e il 1987 e arrivando a ottenere lo status di disco di platino in Kenya. Nel frattempo, altri artisti avevano iniziato a riproporlo in altre edizioni anche all'estero, molte delle quali ottennero buoni risultati di vendita e contribuirono alla notorietà del brano presso il pubblico internazionale. Anche la scelta della frase hakuna matata nella colonna sonora del successo Disney Il Re Leone fu probabilmente ispirata dal ritornello di Jambo Bwana.
Il successo di Jambo Bwana ne fece un simbolo dei Them Mushrooms e dell'hotel pop in generale. I Mushrooms pubblicarono il brano in più di uno dei loro album (per esempio su Songs from Kenya e Jambo Bwana). La versione originale o le cover successivamente realizzate da altri artisti appaiono anche in innumerevoli raccolte di musica pop africana, nonché in compilation dedicate alle feste (party music) o ai bambini (come il CD African Playground pubblicato da Putumayo Kids).

## Adattamenti e cover
Cover e adattamenti di questo brano sono state realizzate da vari artisti; in alcuni casi, il titolo è stato modificato per includere la frase hakuna matata. Due fra le versioni più note del brano sono quella del gruppo disco pop tedesco Boney M e quella dell'orchestra hotel pop keniota Safari Sound Band. La versione di Boney M, pubblicata nel 1983 col titolo Jambo - Hakuna Matata, ha un testo quasi completamente riscritto (in inglese); conserva dell'originale solo i due tormentoni jambo bwana e hakuna matata. L'adattamento di Safari Sound Band, dal titolo Jambo Jambo, si è imposta come versione "standard" nell'industria turistica keniota e tanzaniana; riprende il testo originale dei Them Mushrooms sostituendo però la sequenza di strofe centrale, più complessa, con pochi versi piuttosto semplici (e quindi più abbordabili per i turisti e gli stranieri) il cui tema principale è l'elogio del Kenya e della sua ospitalità (wageni wakaribishwa Kenya yetu, "gli stranieri sono benvenuti nel nostro Kenya", Kenya ni nchi nzuri, "il Kenya è un bel paese").

### Elenco parziale delle interpretazioni
| Artista                    | Titolo                      | Album                     | Anno | Note |
| Them Mushrooms             | Jambo Bwana                 |                           | 1982 | Pubblicata su diversi album, inclusi Jambo Bwana e Songs from Kenya (Them Mushrooms) e African Playground (raccolta Putumayo) |
| Boney M                    | Jambo - Hakuna Matata       |                           | 1983 | Pubblicata solo come singolo, testo in inglese                                                                                |
| Mombasa Roots              | Jambo Bwana                 | Msa Mombasa               | 1987 | |
| Bo Katzman & the Katz Kids | Jambo Bwana                 | Katz Kids singed Wälthits | 1990 | |
| Safari Sound Band          | Jambo Jambo                 | The Best of African Songs | 1999 | Testo in swahili semplificato                                                                                                 |
| Love Whip                  | Jambo Bwana                 | Bouncehall                | 2003 | |
| Adam Solomon               | Jambo Bwana / Hakuna Matata | Mti Wa Maisha             | 2004 | |
| Klaus Hallen               | Jambo Bwana / Lala Salama   | Samba Collection          |      | |
| Khadja Nin                 | Jambo Bwana                 |                           |      | Basata sul testo della versione di Safari Sound Band                                                                          |